# Hugo Jahnke
Mauritz Bernhard Hugo Jahnke, född den 6 mars 1886 i Stockholm, död där den 12 januari 1939, var en svensk arkitekt och gymnast. 

## Biografi

Efter examen från Södra Latin 1905 studerade Jahnke till arkitekt vid Kungliga tekniska högskolan till 1911. Han var anställd hos Erik Lallerstedt i Stockholm 1912-1915 och även på kontor i London. Från 1920 drev han egen verksamhet i Göteborg. Mellan 1928 och 1935 var han stadsplanearkitekt i staden, men lämnade tjänsten på grund av vacklande hälsa och flyttade tillbaka till Stockholm.
Tillsammans med arkitektkollegorna Arvid Fuhre, Conny Nyquist och Karl Samuelsson vann Jahnke 1921 förstapriset i en tävling om utformningen av nya lokaler för Chalmers tekniska högskola, av vilka dock bara en första etapp kom att genomföras. Samuelsson och Jahnke vann även pristävlingen kring Teknologföreningens hus i Stockholm.
Jahnke var även arkitekten bakom kioskerna på Järntorget 1924 samt den åttasidiga "Rotundan" på Karl Johans torg, båda i Göteborg. I Lärkstaden i Stockholm ritade han 1912 stadsvillan Tofslärkan 4 vid Odengatan 9.
Som gymnast blev Jahnke i ungdomen olympisk guldmedaljör i trupptävlingarna i gymnastik vid London-OS 1908.